# Шалькау
Шалькау (нем. Schalkau) — город в Германии, в земле Тюрингия. 
Входит в состав района Зоннеберг.  Население составляет 3202 человека (на 31 декабря 2010 года). Занимает площадь 33,58 км². Официальный код  —  16 0 72 015.
Город подразделяется на 8 городских районов.